# Leptosphaeria conferta
Leptosphaeria conferta är en svampart som beskrevs av Niessl ex Sacc. 1883. Leptosphaeria conferta ingår i släktet Leptosphaeria och familjen Leptosphaeriaceae.   Inga underarter finns listade i Catalogue of Life.